# Adele Kern

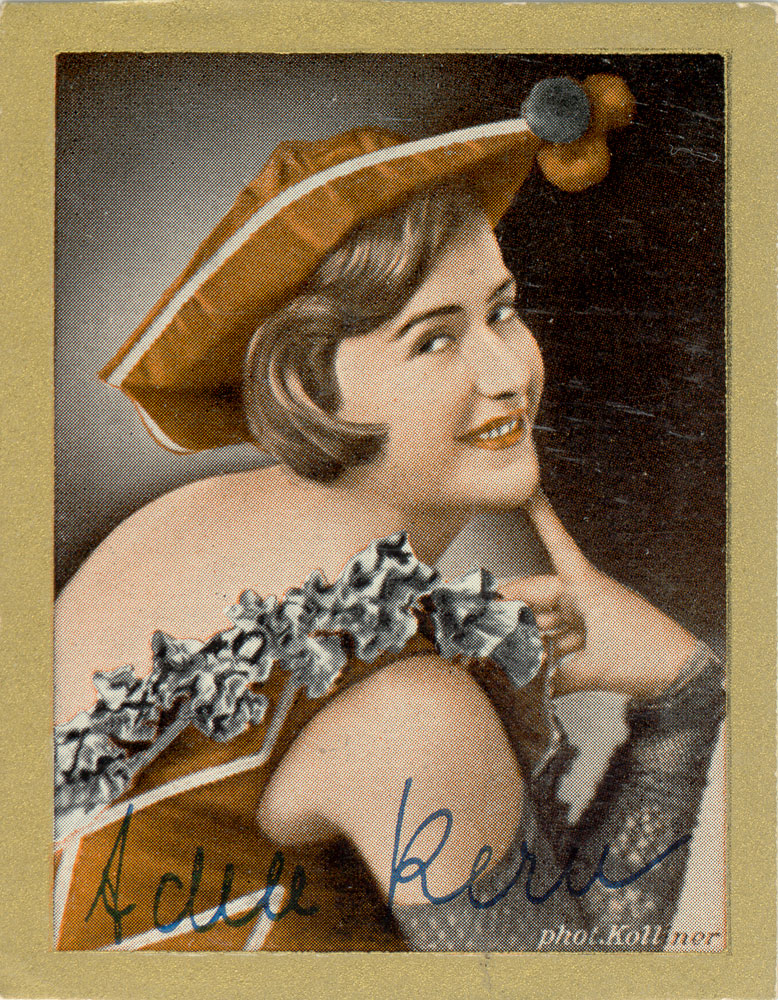
Adele Kern (etwa 1933). Sammelbild mit Autogramm, Beilage der Gold-Saba-Zigaretten der Garbaty-Zigarettenfabrik. Fotografin: Grete Kolliner

Adele Kern, auch Adele Kern-Klein (geboren am 25. November 1901 in München; gestorben am 6. Mai 1980 ebenda) war eine deutsche Opern- und Operettensängerin des Stimmfachs Koloratursopran. Sie war für ihre technische Perfektion und Spielfreude bekannt, sang von 1927 bis 1935 bei den Salzburger Festspielen sowie an den Staatsopern von Wien, Berlin und München.
Sie zählte zur beeindruckenden Riege an österreichischen und deutschen soprani leggeri, die in den 1920er und 1930er Jahren international Karriere machten, darunter Irma Beilke, Erna Berger, Irene Eisinger, Ria Ginster, Maria Ivogün, Fritzi Jokl und Lotte Schöne.

## Leben und Werk
Adele Kern studierte bei der berühmten Koloratursopranistin Hermine Bosetti (1875–1936). Die Schülerin folgte dem Weg und den Rollen ihrer Lehrerin – sowohl an den Opernhäusern von München und Wien als auch als Ännchen und Zerbinetta.
Sie debütierte bereits 1924 an der Bayerischen Staatsoper von München als Olympia in Hoffmanns Erzählungen. Über die Dauer ihres Münchner Engagements bestehen unterschiedliche Angaben. Sie wechselte als erste Koloratursopranistin an das Städtische Opernhaus in Frankfurt am Main, wo sie einen Vertrag bis 1928 hatte. Dort war der ambitionierte Dirigent Clemens Krauss von 1924 bis 1929 Intendant, als Oberspielleiter wirkte Lothar Wallerstein. Die beiden schufen in Frankfurt ein neues, inszenierungsorientiertes Musiktheater und kümmerten sich um die musikalische und darstellerische Entwicklung der jungen Sängerin. Kern sollte lange Jahre als Clemens-Krauss-Sängerin gelten (und sie wirkte später während seiner Direktionszeiten an den Staatsopern von Wien, Berlin und München). In Frankfurt konnte sie sich bereits zahlreiche Rollen ihres später sehr umfangreichen Rollenrepertoires erarbeiten. Im Februar 1926 war sie auch an der Uraufführung einer Oper von Bernhard Sekles beteiligt.
Im Sommer 1928 unternahm sie eine große Südamerika-Tournee.

### Wiener Staatsoper
Am 10. März 1927 debütierte Adele Kern erfolgreich an der Wiener Staatsoper und sollte dem Haus knapp 15 Jahre verbunden bleiben. Ihre erste Rolle (und ihre letzte) war die technisch und darstellerisch extrem anspruchsvolle Zerbinetta in Ariadne auf Naxos von Hugo von Hofmannsthal und Richard Strauss. Insgesamt sang sie diese Partie 27-mal in Wien, unter Stabführung so unterschiedlicher Dirigenten wie Karl Alwin, Robert Heger, Josef Krips, Leopold Ludwig, Wolfgang Martin, Rudolf Moralt, Hugo Reichenberger und Franz Schalk – sowie dreimal, 1930 und 1931, unter Leitung des Komponisten persönlich.
Auch in Wien, wo sie sich neben den berühmten Fachkolleginnen Maria Gerhart, Selma Kurz und Elisabeth Schumann durchsetzen musste, lag der Schwerpunkt ihres Repertoires auf Mozart, Beethoven, Strauß und Strauss. Sie übernahm 20-mal die Despina und 6-mal das Blondchen sowie in zehn Vorstellungen die Marzelline im Fidelio, verkörperte 38-mal die Adele in der Fledermaus, sang – neben der Zerbinetta – 5-mal die Fiakermilli, 6-mal eine der Mägde in Elektra und 40-mal die Sophie im Rosenkavalier.
Ihre größten Erfolge hatte sie in Wien ab 1928 als Stubenmädchen Yvonne in 19 Aufführungen von Kreneks sogenannter Jazz-Oper Jonny spielt auf, die später vom NS-Regime als Entartete Musik verboten wurde, und 1930 als Angelina in Rossinis Cenerentola mit Koloman von Pataky als Partner. Diese Rolle sang sie 25-mal in Wien. Sie profilierte sich jedoch auch als Verdi-Sängerin – 18-mal Gilda, 16-mal Oscar – und im spätromantisch-veristischen Fach – 17-mal Lucieta in Wolf-Ferraris Die vier Grobiane und 19-mal Nuri in d’Alberts Tiefland. Sie war in der Staatsoper aber auch in Operetten von Heuberger, Lehár und Millöcker zu sehen und zu hören.
Adele Kern sang in Wien in drei Uraufführungen: 1930 in Das Veilchen von Montmartre von Emmerich Kálmán am Johann Strauß-Theater, 1931 in Schön ist die Welt von Franz Lehár am Theater an der Wien und 1934 die Fanny in Bittners Das Veilchen an der Wiener Staatsoper. Diese Aufführung wurde von Clemens Krauss dirigiert, der 1929 die Direktion der Staatsoper übernommen hatte, und von Lothar Wallerstein inszeniert, der Krauss von Frankfurt nach Wien begleitet hatte. Wallerstein musste aber 1938 aufgrund der NS-Rassegesetze emigrieren und führte seine Karriere schließlich an der New Yorker Metropolitan Opera fort.

### Salzburger Festspiele
Am 6. August 1927 folgte ihr Debüt bei den Salzburger Festspielen, unter der musikalischen Leitung von Robert Heger, als Susanna in der Hochzeit des Figaro. Weiters übernahm sie in den Reprisen von Fidelio und Don Juan die Rollen der Marzelline und der Zerlina.
Im Jahr 1929 kehrte sie – als Zerlina und Sophie – nach Salzburg zurück und wurde dann durchgehend bis 1935 von den Festspielen verpflichtet. Den Don Juan dirigierte der scheidende Wiener Staatsoperndirektor Franz Schalk, den Rosenkavalier dessen Nachfolger und ihr Mentor aus Frankfurt, Clemens Krauss. In den Folgejahren sang Adele Kern in Salzburg erneut Zerlina (1930), Susanna und Sophie (beide 1930–35), sowie erstmals die Despina in Così fan tutte (1931–32 und 1934–35). Außerdem trat sie dort als Konzertsängerin auf.
Parallel zu ihren Wiener und Salzburger Engagements entfaltete sie eine rege Gastspieltätigkeit. 1929 und 1931 wirkte sie in zwei exemplarischen Max-Reinhardt-Inszenierungen in Berlin mit: als Adele in der Fledermaus (am Deutschen Theater) und als Olympia in Hoffmanns Erzählungen (am Großen Schauspielhaus). 1931 und 1933 gastierte sie am Royal Opera House Covent Garden in London, wo man besonders ihre Sophie im Rosenkavalier bewunderte. 1933 übernahm sie Rolle der Hannerl Krüger in Frühlingsstimmen, einem Spielfilm von Pál Fejös. Am Berliner Theater des Westens wirkte sie im Dezember desselben Jahres in der Uraufführung des Eduard-Künneke-Singspiels Die lockende Flamme mit. Sie gastierte an der Mailänder Scala und am Teatro dell’Opera von Rom, in Paris, Venedig, Buenos Aires und Rio de Janeiro. Weiters unternahm sie eine erfolgreiche Ägypten-Tournee.

### Berlin und München
Ebenso wie Julius Patzak und Viorica Ursuleac folgte Kern dem Dirigenten und Direktor Clemens Krauss zuerst 1935 an die Berliner Staatsoper Unter den Linden und dann 1937 an die Bayerische Staatsoper in München. Dort, in ihrer Heimatstadt, erlangte die Künstlerin außerordentliche Beliebtheit auf Grund ihrer gestochen scharfen Koloraturen, der silberheller Klangtönung ihrer Stimme und der ungewöhnlichen Brillanz des Vortrags. Auch in München sang Adele Kern ihre Paraderollen in Opern von Mozart und Richard Strauss, darunter die Sophie und die Zerbinetta.
Kern stand 1944 in der Gottbegnadeten-Liste. Sie gastierte im Juli 1944 in einer von Generalgouverneur Hans Frank angeordneten Neuinszenierung von Ariadne auf Naxos im besetzten Krakau als Zerbinetta.
Im Alter von 46 Jahren musste sie sich wegen eines Herzleidens von der Bühne zurückziehen. Sie verstarb 1980 und wurde am Münchner Ostfriedhof bestattet.

## Rollen (Auswahl)

### Uraufführungen
- 1926: Die zehn Küsse von Bernhard Sekles – Opernhaus der Stadt Frankfurt am Main (25. Februar)
- 1930: Das Veilchen von Montmartre von Emmerich Kálmán – Johann Strauß-Theater, Wien (21. März)
- 1931: Schön ist die Welt von Franz Lehár – Theater an der Wien (6. Dezember) (Österreichische Erstaufführung)
- 1933: Die lockende Flamme von Eduard Künneke (Rolle der Dolores) – Theater des Westens, Dirigent: Franz Marszalek (27. Dezember)
- 1934: Das Veilchen von Julius Bittner (Rolle der Fanny) – Wiener Staatsoper, Dirigent: Clemens Krauss (8. Dezember)

### Repertoire
| Beethoven: - Marcelline im Fidelio Brüll: - Therese in Das goldene Kreuz d’Albert: - Nuri in Tiefland Donizetti: - Norina in Don Pasquale Heuberger: - Henri in Der Opernball Humperdinck: - Gretel in Hänsel und Gretel - Gänsemagd in Königskinder Krenek: - Yvonne in Jonny spielt auf Lehár: - Mi in Das Land des Lächelns Lortzing: - Marie in Der Waffenschmied - Baronin Freimann in Der Wildschütz Meyerbeer: - Urbain in Die Hugenotten Millöcker: - Bronislawa in Der Bettelstudent Mozart: - Blondchen in Die Entführung aus dem Serail - Susanna in Le nozze di Figaro - Zerlina in Don Juan - Despina in Così fan tutte - Papagena in Die Zauberflöte Offenbach: - Olympia Les Contes d'Hoffmann |  | Pergolesi: - Serpina in La serva padrona Pfitzner: - Ighino in Palestrina Puccini - Musetta in La Bohème Rimski-Korsakow: - Die Königin von Schemacha in Der goldene Hahn Rossini: - Rosina in Il barbiere di Siviglia - Angelina in La Cenerentola Johann Strauß: - Adele in Die Fledermaus Richard Strauss: - Sophie in Der Rosenkavalier - Zerbinetta in Ariadne auf Naxos - Fiakermilli in Arabella Thomas: - Philine in Mignon Verdi: - Gilda in Rigoletto - Oscar in Ein Maskenball - Nanetta in Falstaff Wagner: - Stimme des Waldvogels in Siegfried - Klingsors Zaubermädchen in Parsifal Weber - Ännchen in Der Freischütz Wolf-Ferrari: - Lucieta in Die vier Grobiane |

Quellen für die Rollen ihres Repertoires:

## Filmografie
- 1933: Frühlingsstimmen von Pál Fejös – als Hannerl Krüger

## Tondokumente (Auswahl)
Erste Schallplattenaufnahmen 1928 für Parlophon, dann von 1929 bis 1933 für Deutsche Grammophon (Auslandslabel: Polydor). Zahlreiche Mitschnitte von Opernszenen in der Edition Wiener Staatsoper (Koch Records).
Gesamtaufnahmen
- Franz Léhar: Schön ist die Welt (1942), Dirigent: Léhar – Rolle: Elisabeth
- Johann Strauß: Die Fledermaus (Kurzfassung, 1929), Dirigent: Hermann Weigert – Adele
- Richard Strauss: Der Rosenkavalier, Dirigent: Clemens Krauss (Juni 1942 oder April 1944, Rundfunkaufnahme, erstmals 1951 in den USA auf Vox veröffentlicht) – Sophie

Arien
- „Durch Zärtlichkeit und Schmeicheln“ aus Mozart: Die Entführung aus dem Serail – Blondchen
- „Laßt ab mit Fragen“ aus Verdis Ein Maskenball – Oscar

Lieder
- Die Nachtigall von Aljabjew – auf Schellack
- Der Vogel im Walde von Taubert – auf Schellack

Sampler
- Lebendige Vergangenheit: Adele Kern. Wien, Preiser Records (1979) (LP, LV 195)
- Lebendige Vergangenheit: Adele Kern. Wien, Preiser Records (2003) (CD, PRE 89586)

## Bilddokumente
Cantabile Subito zeigt Szenenbilder als Zerbinetta und Adele, Musetta.